# Kurimka
Kurimka (in ungherese Kiskurima) è un comune della Slovacchia facente parte del distretto di Svidník, nella regione di Prešov.